# Josef Fuchs (Politiker)
Josef Fuchs (* 11. Dezember 1898 in Neunkirchen (Niederösterreich); † 5. Jänner 1979 ebenda) war ein österreichischer Politiker (SPÖ) und Arbeiterkammerpräsident in Niederösterreich. Fuchs war von 1954 bis 1964 Abgeordneter zum Landtag von Niederösterreich. 
Fuchs war beruflich als Metallarbeiter tätig und engagierte sich ab 1913 in der sozialdemokratischen Arbeiterjugend. Er trat 1916 zudem der Gewerkschaft bei und wirkte zwischen 1924 und 1934 als Betriebsratsobmann bei der Schoeller-Bleckmann Stahlwerke AG und Gemeinderat. Er verlor sein politisches Mandat infolge des Verbots der Sozialdemokratischen Partei und war zudem mehrere Monate arbeitslos. Während des Zweiten Weltkriegs diente er von 1939 bis 1940 in der Armee, danach war er Industrieangestellter. Nach dem Ende des Krieges wurde Fuchs 1945 Bezirkssekretär des Österreichischen Gewerkschaftsbundes (ÖGB) in Neunkirchen, danach war er von 1948 bis 1964 Präsident der Kammer für Arbeiter und Angestellte in Niederösterreich. Fuchs war des Weiteren als Mitglied der Landesexekutive Niederösterreich des ÖGB und Vorstandsmitglied der SPÖ-Landesparteileitung aktiv und vertrat die SPÖ zwischen dem 10. November 1954 und dem 19. November 1964 im Niederösterreichischen Landtag.